# Juan Ramón Gómez
Juan de Dios Ramón Gómez Calvo (Montevideo, 8 de marzo de 1822-Montevideo, 25 de abril de 1896) fue un hombre público uruguayo.

## Biografía

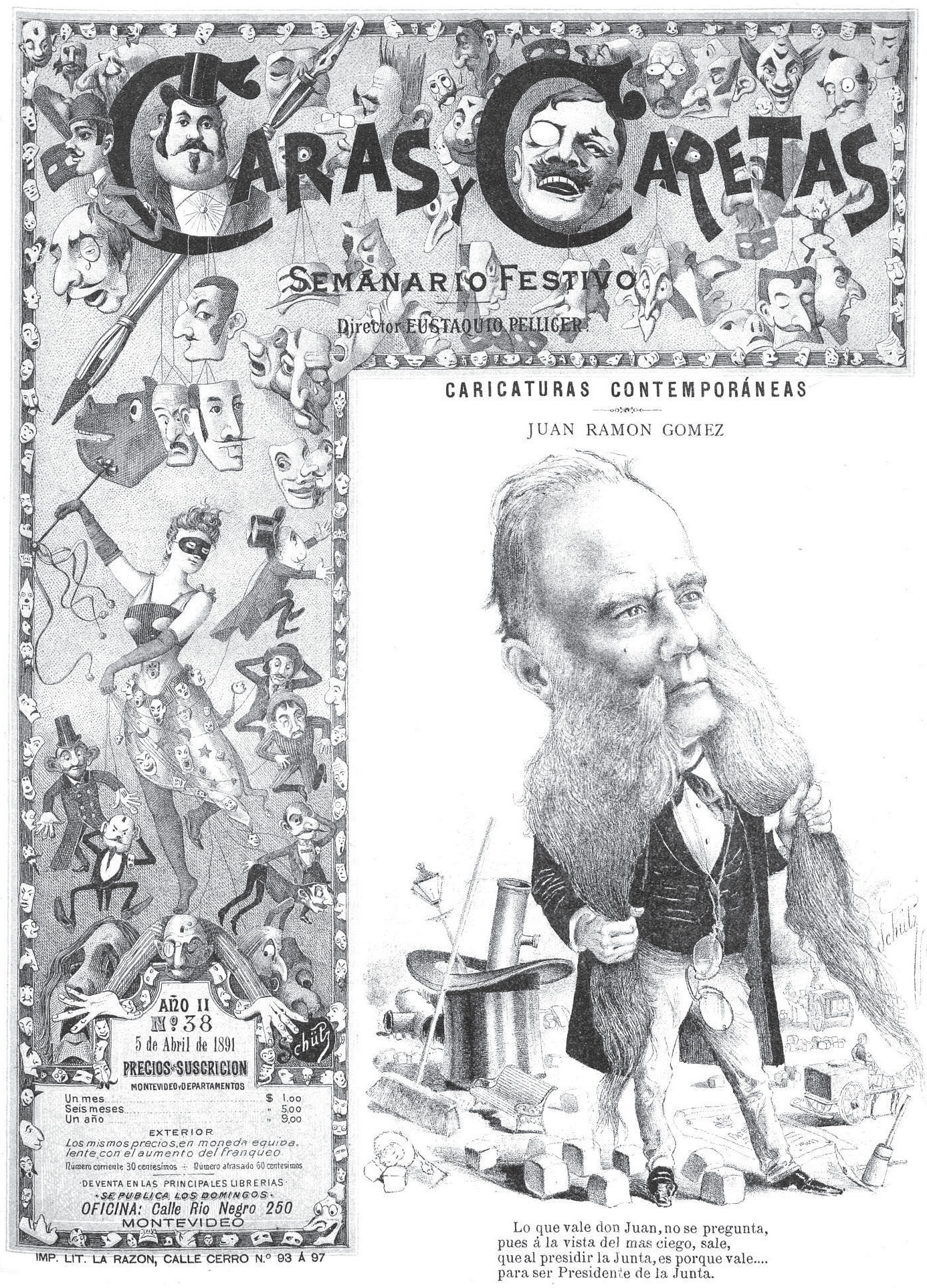

Hijo de Roque Gómez, natural de Galicia, y de María Rita Calvo. Era hermano del general Leandro Gómez (1811-1865).
Fue Ministro de Hacienda en el periodo 1865-1866; diputado en 1866 y senador en 1873.
En 1875 fue uno de los quince deportados por el presidente Pedro Varela en la pequeña barca llamada "Puig" por el presidente Pedro Varela.
Fue Miembro de la Comisión de Caridad. Redactó el reglamento del Hospital de Caridad (actual Hospital Maciel).
Contribuyó a la creación del Asilo de Huérfanos en 1857.
Falleció en Montevideo el 25 de abril de 1896.